# Tully Marshall
Tully Marshall, nato William Phillips (Nevada City, 13 aprile 1864 – Encino, 10 marzo 1943), è stato un attore statunitense.

## Biografia
Nato in California, a Nevada City, studiò alla Santa Clara University dove si laureò in ingegneria.
Debuttò sul palcoscenico nel 1883, al Winter Garden di San Francisco. Il suo nome apparve in numerose produzioni di Broadway sin dal 1893.
Esordì sullo schermo nel 1914, all'epoca del muto, e nel 1916 David Wark Griffith gli affidò il ruolo del sommo sacerdote nell'episodio babilonese di Intolerance. Nel 1923 interpretò il re Luigi XI di Francia nel film Il gobbo di Notre Dame.
In trent'anni di carriera, diventò uno dei volti più noti tra i caratteristi di Hollywood, prendendo parte a quasi duecento film. Era sposato con la sceneggiatrice Marion Fairfax.

## Filmografia
- Paid in Full, regia di Augustus Thomas (1914)
- The Sable Lorcha, regia di Lloyd Ingraham (1915)
- The Painted Soul, regia di Scott Sidney (1915)
- I sette angeli di Ketty (Let Katie Do It), regia di C.M. Franklin e S.A. Franklin (1916)
- Martha's Vindication, regia di Chester M. Franklin e Sidney Franklin (1916)
- A Child of the Paris Streets, regia di Lloyd Ingraham (1916)
- Skirts - cortometraggio (1916)
- Intolerance, regia di David Wark Griffith (1916)
- The Devil's Needle, regia di Chester Withey (1916)
- Oliviero Twist (Oliver Twist), regia di James Young (1916)
- Giovanna d'Arco (Joan the Woman), regia di Cecil B. DeMille (1916)
- The Fatal Glass of Beer, regia di Tod Browning (1916)
- Everybody's Doing It, regia di Tod Browning (1916)
- The Golden Fetter, regia di Edward J. Le Saint (1917)
- A Romance of the Redwoods, regia di Cecil B. DeMille (1917)
- Unconquered, regia di Frank Reicher (1917)
- The Countess Charming, regia di Donald Crisp (1917)
- The Devil-Stone, regia di Cecil B. DeMille  (1917)
- Un moschettiere moderno (A Modern Musketeer), regia di Allan Dwan (1917)
- The Things We Love, regia di Lou Tellegen (1918)
- The Whispering Chorus, regia di Cecil B. DeMille (1918)
- M'Liss, regia di Marshall Neilan (1918)
- Old Wives for New, regia di Cecil B. DeMille (1918)
- We Can't Have Everything, regia di Cecil B. DeMille (1918)
- Avventura marocchina di Douglas (Bound in Morocco), regia di Allan Dwan (1918)
- Sic 'Em, Sam, regia di Albert Parker (1918)
- The Man from Funeral Range, regia di Walter Edwards (1918)
- Too Many Millions , regia di James Cruze (1918)
- Il cavaliere dell'Arizona (Arizona), regia di Douglas Fairbanks (1918)
- The Squaw Man, regia di Cecil B. DeMille (1918)
- Cheating Cheaters, regia di Allan Dwan (1919)
- Maggie Pepper, regia di Chester Withey (1919)
- The Girl Who Stayed at Home, regia di D.W. Griffith (1919)
- Daughter of Mine, regia di Clarence G. Badger (1919)
- Il fiore dei boschi (The Lady of Red Butte), regia di Victor Schertzinger  (1919)
- The Crimson Gardenia, regia di Reginald Barker (1919)
- The Grim Game, regia di Irvin Willat (1919)
- Her Kingdom of Dreams, regia di Marshall Neilan (1919)
- The Lottery Man, regia di James Cruze (1919)
- The Life Line, regia di Maurice Tourneur (1919)
- Hawthorne of the U.S.A., regia di James Cruze (1919)
- Everywoman, regia di George Melford (1919)
- Double Speed, regia di Sam Wood (1920)
- Scusi se le faccio mangiare polvere (Excuse My Dust), regia di Sam Wood (1920)
- The Gift Supreme, regia di Oliver L. Sellers (1920)
- The Dancin' Fool, regia di Sam Wood (1920)
- Sick Abed, regia di Sam Wood (1920)
- Due sorelle meravigliose (The Slim Princess), regia di Victor Schertzinger (1920)
- Honest Hutch, regia di Clarence G. Badger (1920)
- La bella spagnola (What Happened to Rosa), regia di Victor Schertzinger  (1920)
- Her Beloved Villain, regia di Sam Wood (1920)
- The Little 'Fraid Lady, regia di John G. Adolfi (1920)
- The Cup of Life, regia di Rowland V. Lee (1921)
- Silent Years, regia di Louis J. Gasnier (1921)
- Contro corrente (Hail the Woman), regia di John Griffith Wray (1921)
- Lotus Blossom, regia di Francis J. Grandon e James B. Leong (1921)
- The Lying Truth, regia di Marion Fairfax (1922)
- Is Matrimony a Failure?, regia di James Cruze (1922)
- Good Men and True, regia di Val Paul (1922)
- The Super Sex, regia di Lambert Hillyer (1922)
- Deserted at the Altar, regia di William K. Howard e Albert H. Kelley (1922)
- Only a Shop Girl, regia di Edward J. Le Saint (1922)
- The Marriage Chance, regia di Hampton Del Ruth (1922)
- The Beautiful and Damned, regia di William A. Seiter (1922)
- Fools and Riches, regia di Herbert Blaché (1923)
- Il minareto in fiamme (Law of the Lawless), regia di Victor Fleming (1923)
- Broken Hearts of Broadway, regia di Irving Cummings (1923)
- Barefoot Boy, regia di David Kirkland (1923)
- Il gobbo di Notre Dame (The Hunchback of Notre Dame), regia di Wallace Worsley (1923)
- Let's Go, regia di William K. Howard (1923)
- La voragine splendente (The Dangerous Maid), regia di Victor Heerman (1923)
- L'uomo che prende gli schiaffi (He Who Gets Slapped), regia di Victor Sjöström (1924)
- Along Came Ruth, regia di Edward F. Cline (1924)
- Reckless Romance, regia di Scott Sidney (1924)
- La vedova allegra (The Merry Widow), regia di Erich von Stroheim (1925)
- Smouldering Fires, regia di Clarence Brown (1925)
- Il torrente (Torrent), regia di Monta Bell (1926)
- Her Big Night, regia di Melville W. Brown (1926)
- Il castello degli spettri (The Cat and the Canary), regia di Paul Leni (1927)
- Il Gorilla (The Gorilla), regia di Alfred Santell (1927)
- La sete dell'oro (The Trail of '98), regia di Clarence Brown (1928)
- L'uomo dai due volti (Skin Deep), regia di Ray Enright (1929)
- La mazzata (Thunderbolt), regia di Josef von Sternberg (1929)
- La corsa all'amore (Burning Up), regia di A. Edward Sutherland (1930)
- Nomadi del canto (Mammy), regia di Michael Curtiz (1930)
- Redenzione (Redemption), regia di Fred Niblo e Lionel Barrymore (1930)
- Il grande sentiero (The Big Trail), regia di Louis R. Loeffler e Raoul Walsh (1930)
- The Millionaire, regia di John G. Adolfi (1931)
- L'ultima carovana (Fighting Caravans), regia di Otto Brower e David Burton (1931)
- Afraid to Talk, regia di Edward L. Cahn (1932)
- Tentazioni (The Cabin in the Cotton), regia di Michael Curtiz (1932)
- Arsenio Lupin (Arsène Lupin), regia di Jack Conway (1932)
- Scarface - Lo sfregiato (Scarface), regia di Howard Hawks (1932)
- Lo schiaffo (Red Dust), regia di Victor Fleming (1932)
- Sfidando la vita (Laughing at Life), regia di Ford Beebe (1933)
- Un popolo in ginocchio (Massacre), regia di Alan Crosland (1934)
- Le due città (A Tale of Two Cities), regia di Jack Conway (1935)
- Anime sul mare (Souls at Sea), regia di Henry Hathaway (1937)
- Ed ora... sposiamoci! (Stand-In), regia di Tay Garnett (1937)
- Un americano a Oxford (A Yank at Oxford), regia di Jack Conway (1938)
- Strisce invisibili (Invisible Stripes), regia di Lloyd Bacon (1939)
- La grande missione (Brigham Young), regia di Henry Hathaway (1940)
- Passione di amazzoni (Chad Hanna), regia di Henry King (1940)
- Colpo di fulmine (Ball of Fire), regia di Howard Hawks (1941)
- Il fuorilegge (This Gun for Hire), regia di Frank Tuttle (1942)
- I cavalieri azzurri (Ten Gentlemen from West Point), regia di Henry Hathaway (1942)
- Ondata d'amore (Moontide), regia di Archie Mayo (1942)
- Il pazzo di Hitler (Hitler's Madman), regia di Douglas Sirk (1943)

## Doppiatori italiani
- Lauro Gazzolo in L'ultima carovana
- Cesare Polacco in Le due città
- Mario Corte in Il fuorilegge
- Manlio Guardabassi in Ed ora... sposiamoci! (ridoppiaggio)